# Иван Русев (художник, р.1973)
Вижте пояснителната страница за други личности с името Иван Русев.
Иван Русев Маринов, известен като Иван Русев, е съвременен български художник живописец. Твори предимно в стиловете реализъм, импресионизъм, постимпресионизъм и експресионизъм. 

## Биография и творчество
Роден е на 23 март 1973 г. в Горна Оряховица. През 1992 г. завършва Националната гимназия по пластични изкуства и дизайн „Акад. Дечко Узунов“ в Казанлък, с профил „промишлен дизайн“. През 1999 г. се дипломира в Националната художествена академия „Николай Павлович“ като магистър по „индустриален дизайн и педагогика на изобразителното изкуство“.
Следвайки модела на импресионистите Иван Русев създава повечето си творби на пленер. Характерно за художника е да твори по време на непрестанните си пътешествия по света. Иван Русев има реализирани множество самостоятелни и колективни участия в България и чужбина. „За него е характерно смелото обръщане към различните жанрове – натюрморт, пейзажна живопис, голо тяло, градски пейзаж“.  „Богата цветова палитра, импресивна игра на светлината, спонтанност на рисунъка са характерното в творчеството на живописеца Русев“. 
Картините му често биват сравнявани с тези на „старите майстори“. Изкуствоведът Красимир Линков казва, че „със своите платна Иван Русев ни отвежда назад във времето, около 30-те години на миналия век, в един от най-любопитните, най-интересните и най-чистите етапи на българското изобразително изкуство, времето на Никола Танев, когато ние в България сме усетили красотата на френския импресионизъм.“ Колекционерът Димитър Инджов го определя като „закъснял импресионист, който не се вълнува да бъде модерен, за да се впише в поредното ново концептуално течение. Той е истински творец, който честно и почтено изразява себе си чрез таланта, който му е даден.“ 
През 2010 г. Иван Русев участва във второто „Международно биенале за художници и скулптори „Mediteran 2010“, чийто организатор е галерия „Кула“, Сплит, Хърватска. 
През 2010 г. и 2011 г. Иван Русев участва във френския фестивал за визуални артисти Festival du Touquet.
През 2012 г. и 2014 г. се включва в международния Салон „Арбюст“ (Мант ла Жоли, Франция), чиято концепция е млади таланти да излагат творбите си рамо до рамо с утвърдени професионални артисти. Салонът протича под патронажа на френския министър на културата и комуникацията.
През 2011 г. Иван Русев се среща с френската певица Заз и ѝ подарява портрет след неин концерт в Нанси.
През 2013 г. Иван Русев реализира изложба, озаглавена „Изложба 100“. Художникът излага 100 свои платна, създадени в рамките на 1 година. Проектът с организатор артмениджърът Мирела Караджова е реализиран със съдействието на Община Бургас в подкрепа на кандидатурата на града за Европейска столица на културата през 2019 г. Проектът е отличен със „Специална награда за предприемачество на Майкрософт България“ в конкурса „ПР приз“, организиран от Българското дружество за връзки с обществеността (БДВО).
Картини на Иван Русев са част от фонда на „Гранд хотел Поморие“. 

## Галерия
- Натюрморт от Иван Русев
- Зимен пейзаж от Иван Русев
- Морската градина в Бургас, маслена живопис от Иван Русев
- Иван Русев на пленер
- Иван Русев рисува пред публика